# Piłka nożna w Niemczech

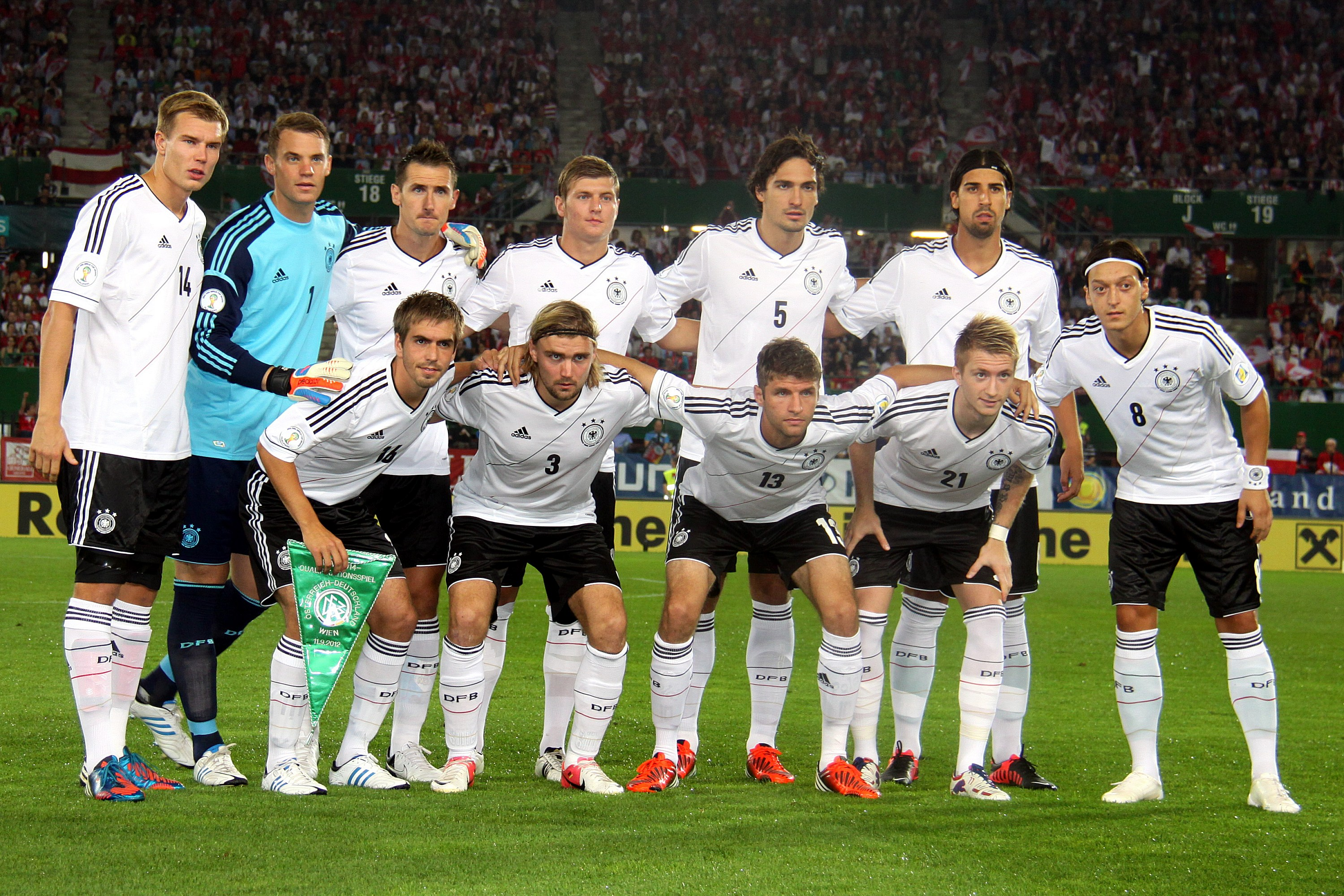
Reprezentacja Niemiec podczas meczu z Austrią w 2012 roku.

Piłka nożna (niem. Fußball ˈfuːsˌbal) jest najpopularniejszym sportem w Niemczech. Jej głównym organizatorem na terenie Niemiec pozostaje Deutscher Fußball-Bund.
Piłkarska reprezentacja Niemiec czterokrotnie zdobyła mistrzostwo świata (1954, 1974, 1990, 2014) i obok Brazylii (5 tytułów mistrzowskich) i Włoch (4 tytuły) jest pod tym względem najbardziej utytułowaną reprezentacją. Ponadto zdobyła 3 mistrzostwa Europy (1972, 1980, 1996), 1 Puchar Konfederacji (2017). Niemiecka reprezentacja kobiet dwukrotnie zdobyła mistrzostwo świata (2003, 2007), 8 razy mistrzostwo Europy (1989, 1991, 1995, 1997, 2001, 2005, 2009, 2013), 1 złoty medal olimpijski (2016). Niemcy są jedynym krajem, który wygrał mistrzostwa świata kobiet i mężczyzn.
Najwyższa niemiecka liga krajowa, Bundesliga, jest jedną z najpopularniejszych profesjonalnych lig sportowych na świecie. Niemieckie kluby są w czołówce pod względem liczby zdobytych międzynarodowych trofeów, z 32 oficjalnymi tytułami (8 Pucharów Europy/Ligi Mistrzów, 6 Pucharów UEFA, 4 Puchary Zdobywców Pucharów, 8 Pucharów Intertoto, 2 Superpuchary UEFA, 2 Puchary Interkontynentalnych i 2 Klubowe Mistrzostwa Świata FIFA), które sprawiają, że Niemcy są najbardziej utytułowanym krajem w Europie po Hiszpanii, Włoszech i Anglii. Niemieckie drużyny klubowe kobiet zdobyły 9 Pucharów Europy/Ligi Mistrzyń, co czyni je najbardziej utytułowanym narodem w europejskim futbolu kobiet. W Bundeslidze grają dwa najbardziej znane kluby świata, takie jak Bayern Monachium i Borussia Dortmund, wszyscy członkowie założyciele G-14, grupy, która reprezentowała największe i najbardziej prestiżowe europejskie kluby piłkarskie. W 2002 do nich dołączył Bayer 04 Leverkusen.
Niemieccy menedżerowie odnoszą największe sukcesy w europejskiej piłce nożnej, zwłaszcza w rozgrywkach takich jak Liga Mistrzów. Wśród trenerów, którzy zdobyli łącznię 10 tytułów, są Dettmar Cramer (2), Ottmar Hitzfeld (2), Jupp Heynckes (2), Udo Lattek, Jürgen Klopp, Hansi Flick i Thomas Tuchel.

## Historia

Specjalny znaczek na Mistrzostwa Świata 1974

Piłka nożna przybyła do Niemiec z Wysp Brytyjskich w 1873 roku i początkowo grali w nią głównie uczniowie szkół średnich. Pierwszy mecz piłki nożnej został rozegrany przez uczniów z Martino-Katharineum jesienią 1874 roku w Brunszwiku pod kierunkiem nauczyciela Konrada Kocha i jego kolegi Augusta Hermanna, który przywiózł swojemu koledze Kochowi pierwszą piłkę z wysp angielskich. W 1875 roku Koch opublikował pierwszą niemiecką wersję zasad piłki nożnej, chociaż wersja gry Kocha nadal bardzo przypominała futbol rugby.
Dresden English Football Club jest uważany za pierwszy nowoczesny klub piłkarski w Niemczech. Został założony w 1874 roku przez Anglików mieszkających i pracujących w okolicach Drezna. W ciągu następnych 20 lat gra cieszyła się rosnącą popularnością. Kluby piłkarskie powstały w Berlinie, Hamburgu i Stuttgarcie.
28 stycznia 1900 roku w restauracji Mariengarten w Lipsku spotkali się przedstawiciele 86 klubów piłkarskich z niemieckojęzycznych obszarów w Cesarstwie Niemieckim i poza nim, zakładając DFB. Spotkaniu założycielskim przewodniczył E.J. Kirmse, przewodniczący Leipziger Fussball Verband. Ferdinand Hueppe, reprezentujący DFC Prag, został wybrany pierwszym prezesem DFB.
Po powstaniu DBF rozpoczął się proces poszerzenia swojej władzy na niezliczone ligi miejskie i regionalne, które powstały w całym kraju i zorganizowania pierwszych oficjalnych Mistrzostw Niemiec w sezonie 1902/03. Aby zakwalifikować się do finału mistrzostw Niemiec, klub musiał wygrać jedną z regionalnych mistrzostw, które w niektórych przypadkach powstały przed narodową. Były to:
- Mistrzostwa Niemiec Południowych w piłce nożnej – założone w 1898 roku
- Mistrzostwa Brandenburgii w piłce nożnej – założone w 1898 roku
- Mistrzostwa Niemiec Środkowych w piłce nożnej – założone w 1902 roku
- Mistrzostwa Niemiec Zachodnich w piłce nożnej – założone w 1903 roku
- Mistrzostwa Niemiec Północnych w piłce nożnej – założone w 1906 roku
- Mistrzostwa Niemiec Południowo-Wschodnich w piłce nożnej – założone w 1906 roku
- Mistrzostwa Bałtyckie w piłce nożnej – założone w 1908 roku

Jedne z mistrzostw regionalnych istniało krótko:
- Mistrzostwa Marchii w piłce nożnej – istniały od 1903 do 1911

Od 1925 roku wicemistrzowie mistrzostw regionalnych również zakwalifikowały się do turnieju finałowego mistrzostw Niemiec, w których liczba klubów została rozszerzona do szesnastu. Dwa najsilniejsze regiony – Południe i Zachód, również mogli wysłać swój trzeci w tabeli zespół. Ten system mistrzostw regionalnych został zniesiony w 1933 roku przez hitlerowców, a zastąpiony przez rozgrywki w Gaulidze. Rozgrywki Bundesligi zainaugurowano dopiero w sezonie 1963/64.

## Format rozgrywek ligowych
W obowiązującym systemie ligowym trzy najwyższe klasy rozgrywkowe są ogólnokrajowe (Bundesliga, 2. Bundesliga, 3. Liga). Dopiero na czwartym poziomie pojawiają się grupy regionalne.

## Puchary
Rozgrywki pucharowe rozgrywane w Niemczech to:
- Puchar Niemiec (DFB-Pokal),
- Puchar Ligi Niemieckiej (DFB-Ligapokal),
- Superpuchar Niemiec (DFL-Supercup) – mecz między mistrzem kraju i zdobywcą Pucharu